# AeroLogic
AeroLogic GmbH è una compagnia aerea cargo tedesca con sede a Schkeuditz, vicino a Lipsia. Si tratta di una joint venture tra DHL e Lufthansa Cargo che opera servizi internazionali per trasporto merci a lungo raggio dai suoi hub di Lipsia-Halle e di Francoforte.

## Storia
La compagnia è stata fondata da DHL Express e Lufthansa Cargo il 12 settembre 2007. Le operazioni di volo sono iniziate il 29 giugno 2009, in seguito alla consegna del suo primo aereo il 12 maggio dello stesso anno, un Boeing 777F, facendo di AeroLogic il primo operatore tedesco di quel tipo di velivolo.

## Destinazioni
Le operazioni di AeroLogic sono sostanzialmente divise in due. Dal lunedì al venerdì vola principalmente in Asia, servendo la rete della DHL. Nei fine settimana opera principalmente negli Stati Uniti per conto di Lufthansa Cargo.

## Flotta
Ad aprile 2025 la flotta di AeroLogic è così composta: